# پنیر گیاهی

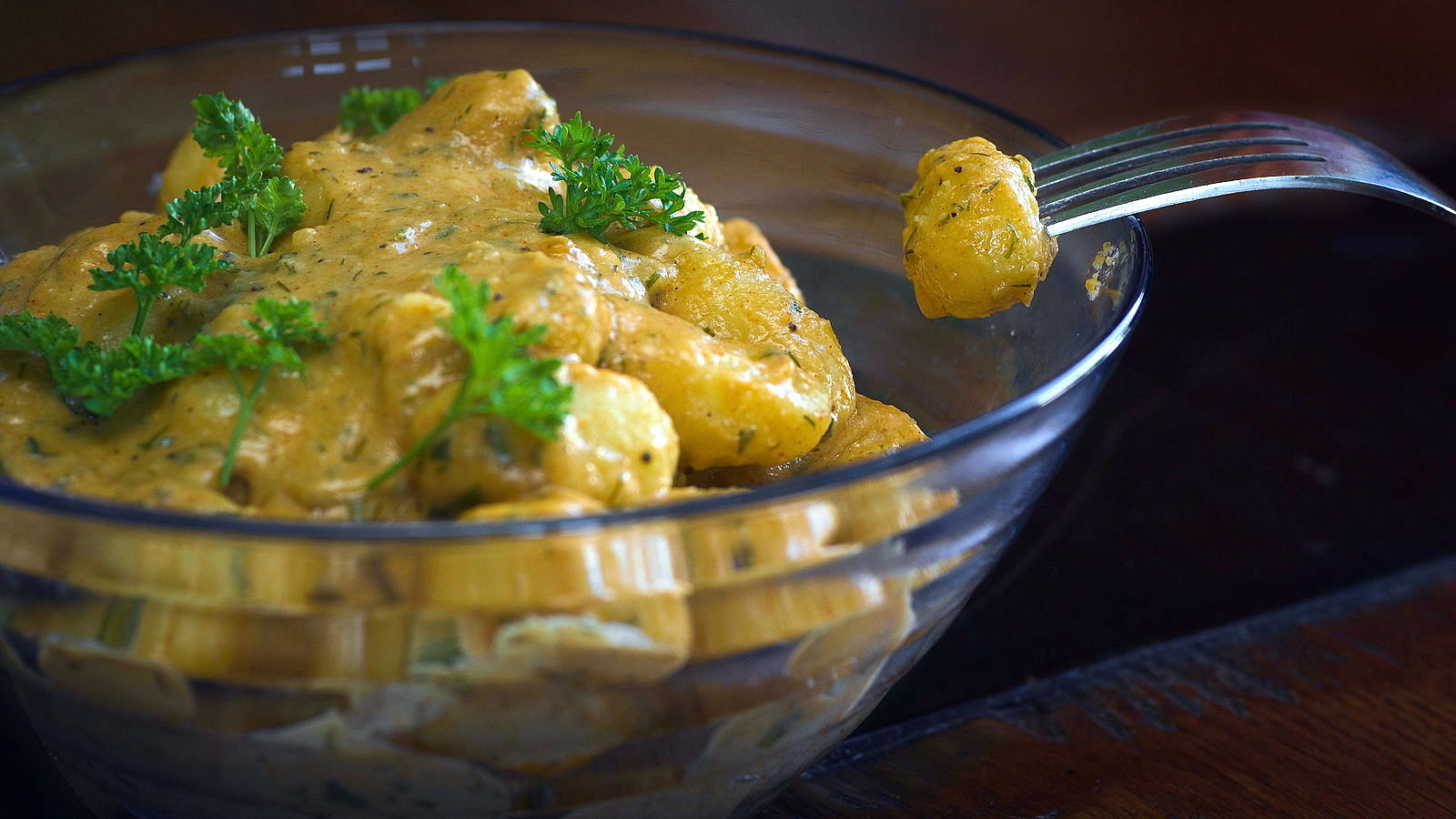
نوکی (خوراک ایتالیایی، نوعی کوفته) ترکیب شده با پنیر گیاهی

پنیر گیاهی (انگلیسی: Vegan cheese) یا پنیر غیر لبنی که گاهی پنیر وگانیسم هم نامیده می‌شود، یکی از فراورده‌های مورد مصرف گیاهخواران و کسانی است که مایل نیستند محصولات حیوانی استفاده کنند، از جمله افرادی که به لاکتوز حساسیت دارند و به عدم تحمل لاکتوز دچار هستند، همانند شیر گیاهی، پنیر گیاهی هم می‌تواند از دانه‌های سویا، برنج و بادام ساخته شود گاهی برخی از انواع آجیل‌های خاص هم در آن استفاده می‌شود به همراه مخمر خوراکی
پنیر گیاهی بدون کلسترول است و می‌تواند منبع خوبی از پروتئین سویا باشد، از برندهای مشهور این فراورده می‌توان به (بیوچیز Biocheese)، (چیزلی Cheezly) و دائی‌یا اشاره داشت.

## انواع پنیر گیاهی

### پنیر گیاهی با استفاده از دانه‌های آجیلی
تولیدکنندگان پنیر گیاهی با استفاده از دانه‌های آجیل در ابتدا این دانه‌ها را به مدت 36 ساعت در آب خیس می‌کنند. این زمان طولانی خیساندن باعث می‌شود دانه‌های آجیل خام نوعی باکتری آزاد کنند و اصطلاحاً پرورش یابند که به موجب آن تخمیر اتفاق می‌افتد.

### پنیر گیاهی با نارگیل
یکی از محبوب‌ترین پنیرهای وگان با استفاده از شیر نارگیل، خامه و روغن تهیه می‌شود. شیر نارگیل به لحاظ چربی بالایی که دارد محصولی شبیه به پنیر است اما به خاطر تراکم بافت آن عموما میزانی آگار آگار یا کاراگینان و یا نشاسته سیب‌زمینی به آن اضافه می‌شود تا بافت پنیری واقعی‌تری ایجاد کند. این پنیر به لحاظ طعم بسیار عالی است و کاملا گیاهی تولید می‌شود.

### پنیر گیاهی با انواع آرد
بعضی از پنیرهای وگانی با استفاده از آردهای نشاسته‌ای مختلف مانند تاپیوکا، نشاسته‌ی سیب‌زمینی و یا انواع دیگر آرد تولید می‌شوند. این آردها به تنهایی مورد استفاده قرار نمی‌گیرند بلکه با محصولاتی مانند شیر سویا، شیر بادام و یا لوبیای سفید و نارگیل ترکیب می‌شوند تا پنیر شکل بگیرد. به طور معمول، پنیرهایی که با استفاده از آرد درست می‌شوند متناسب با میزان آرد و دستورالعمل به کار گرفته شده هر کدام به یک میزان رقیق و یا غلیط می‌شوند. برخی از این پنیرها بیشتر به سس شباهت دارند.
در برخی از دستورالعمل‌های تولید پنیر گیاهی هم از ریشه‌ی بعضی از گیاهان، مانند سیب‌زمینی و یا هویج استفاده می‌شود که شکل این مدل از پنیر هم شباهت زیادی به یک سس نرم و یا برنج دارد.

### پنیر گیاهی با استفاده از مغز آفتابگردان و مغز کاج
این پنیر با استفاده از مغز آفتابگردان و مغز کاج خیس شده به دست می‎آید که در ابتدا باید در ماشین‌های غذاساز قرار گیرد و به صورت پوره درآمده تا به یک خمیر نسبتاً نرم تبدیل شود. سپس کمی آبلیمو و روغن زیتون و به دلخواه کمی پیازچه به آن افزوده و در فضای سرد قرار داده می‌شود. این پنیر پس از نیم ساعت قابل استفاده است.

## نگارخانه

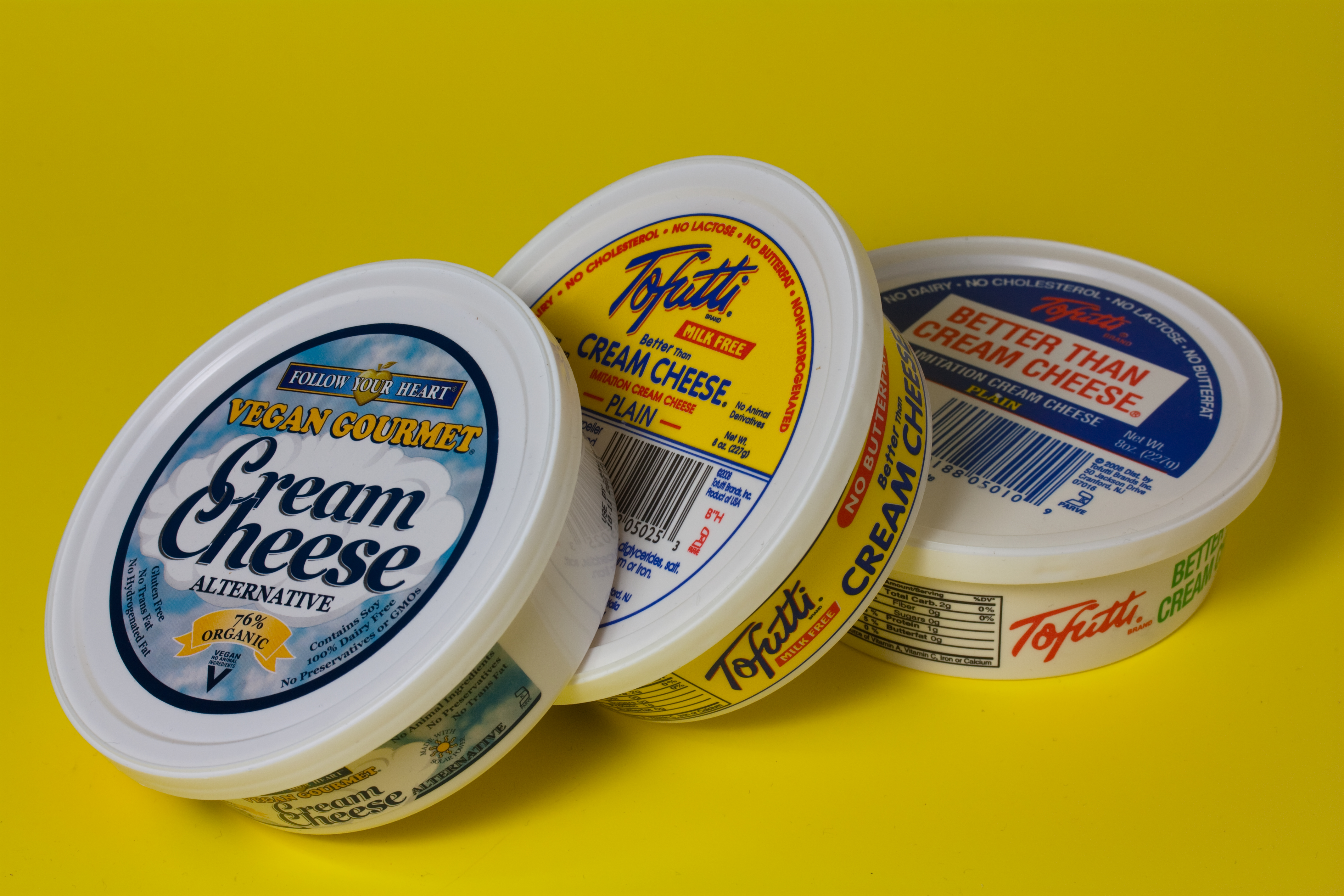
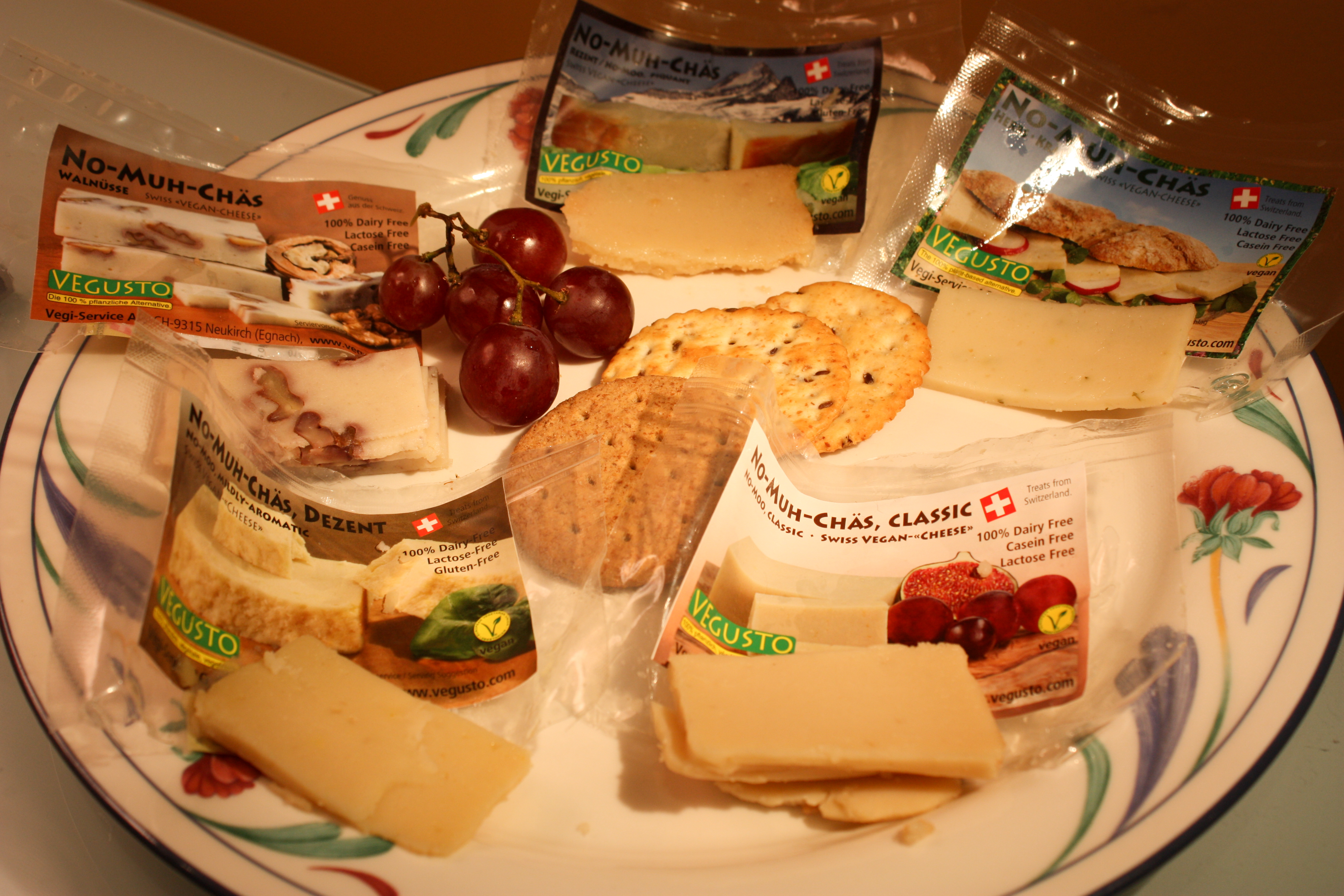
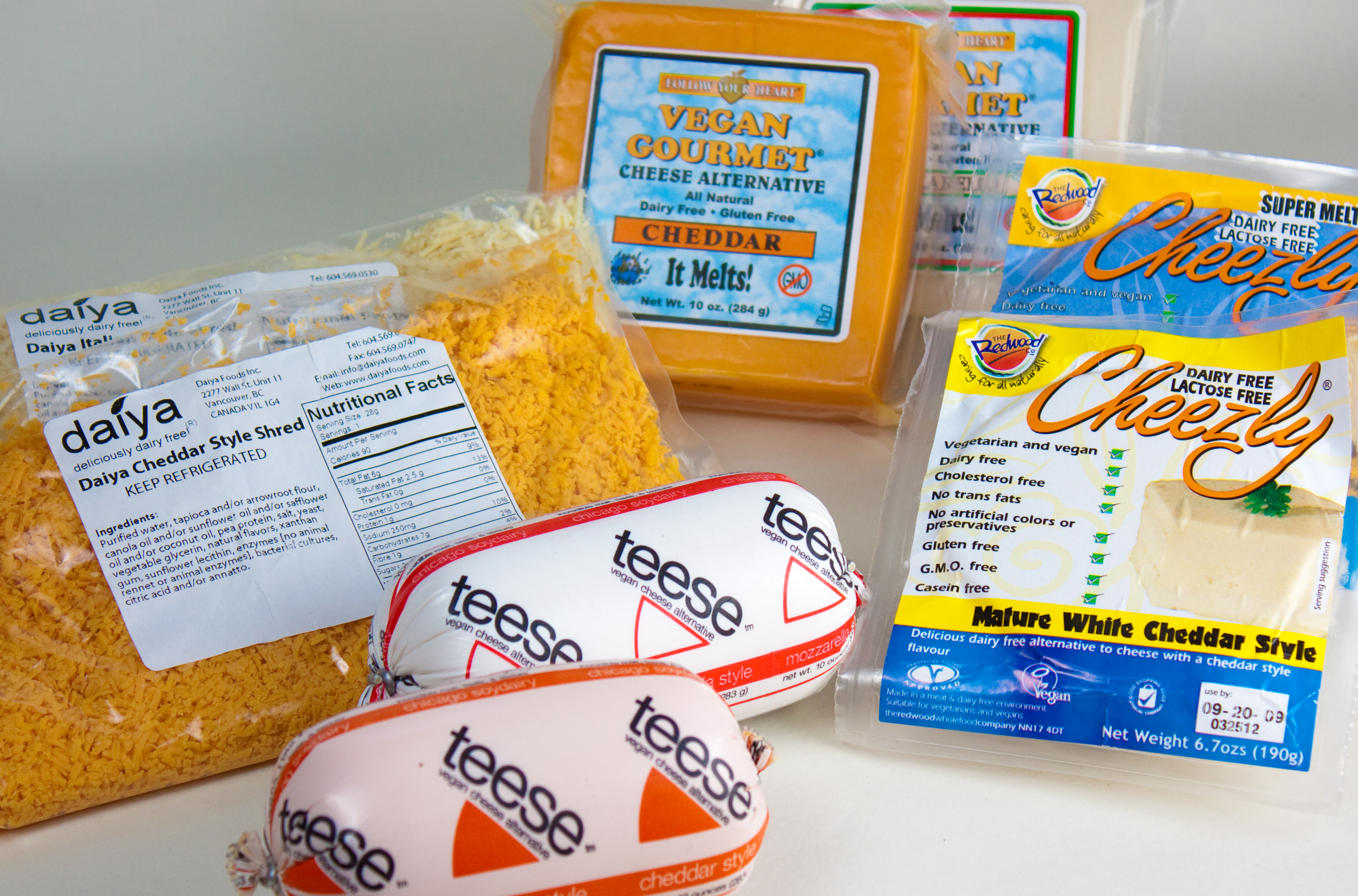